# Арнольд Арнольд Григорович
Арно́льд Григо́рович Арнольд (Барський; 13 вересня 1897, Київ — 19 червня 1969, Москва) — український та російський цирковий актор, режисер і сценарист радянських часів, 1963 — заслужений діяч мистецтв РРФСР.

## Життєпис
Всупереч волі батька, доволі відомого київського юриста, не став на батьківську стежку, а розпочав творчу працю театральним актором 1907 року в єврейській дитячій трупі антрепренера Горіна, грав у трупі Театру Соловцова та інших драматичних театрах.
З 1919 року працював на естраді та в цирку.
1921 року почав працю як режисер цирку, естради та кіно. Є автором та постановником пантомім:
- 1922 — «Марієтта і клоун Піпо» у Київському цирку,
- 1928 — пантоміма «Чорний пірат», 1934 року поставлена в Ленінградському цирку — разом з Є. Гершуні,
- 1931 — «Рік чотирнадцятий»,
- 1932 — огляд «Батьки міста» — А. Бухова та А. Д'Актіля, Ленінградський мюзик-хол,
- 1933 — «Епрон»,
- 1934 — «Наречена та автомат» М. Фролова та І. Ефремова, Ленінградський мюзик-хол,
- 1938 — естрадно-циркова програма «Музичний магазин» М. Ердмана та В. Масса — за участю Л. Утьосова в Московському мюзик-холі.

Був режисером та постановником танцювального квартету «4 Фолі».
Протягом 1943—1955 років працював головним режисером Московського цирку.
Серед повоєнних режисувань —
- 1955 — циркова вистава «Арена дружби», спільно з М. Местечкіним,
- 1963 — циркова вистава з ілюзійним атракціоном З. Тарасова — Центральний парк культури та відпочинку ім. Горького, Москва,
- 1959 — балетно-циркова вистава на льоду «Зимова фантазія», разом з Н. Ердманом,
- 1960 — «Загадковий кристал» І. Луковського, в Плавальному басейні Центрального стадіону у Лужниках (Москва),
- 1964 — спектакль «Цирк на льоду» — спільно з Л. Лавровським. Ця вистава зробила велике враження під час гастролей в Брюссельському королевському цирку.

З цих перших закордонних гастролей московське льодове шоу з «фішкою» — бурими медведями на двополозних ковзанах — стало сприйматися як дещо щиро російське — в одному ряду з матрьошками, балалайками та водкою.
Здійснив чотири програми ілюзійного атракціону під керівництвом Кіо: «Будиночок на околиці Парижа», «Голова з Уолл-стріту», «Ангел миру», «Промова підпалювача війни (Даллес — підпалювач війни)».
Ставив програми для синів Еміля Кіо Ігоря та Еміля, знайшовши для них окремішні сценічні стилі.
Протягом багатьох років співпрацював з Кіо, Ю. Нікуліним, Л. Утьосовим.
З 1956 року працював керівником Центральної студії циркового мистецтва.
Здійснив велику кількість постановок естрадних та циркових програм, спектаклів та номерів в Києві, Ленінграді та Москві.
Критики вважали його одним з найкращих циркових режисерів радянського часу.
Знявся в епізодичній ролі у фільмі «Веселі хлоп'ята».
В театрі, серед інших, здійснив такі постановки:
- 1932 — «Рустам» А. Гладковського та С. Цурміллена — разом з І. Зеленіним, Б. Чернявським та М. Янковським — Ленінградський театр музичної комедії,
- 1933 — «Шоколадний солдатик» Данила та Дмитра Покрассів — текст Аркадія Бухова та А. д'Актіля — по Бернарду Шоу, Ленінградський театр музичної комедії.

1969 року став лауреатом Всесоюзного творчого огляду нових циркових мистецьких програм до 50-ліття радянського цирку.
Похований в колумбарії Новодівичого кладовища.